# Bujoreni (Vâlcea)
Pour les articles homonymes, voir Bujoreni.
Bujoreni est une commune du județ de Vâlcea en Roumanie.